# Ragbi na snijegu
Ragbi na snijegu, ekipni je zimski loptački šport, inačica ragbija koja se igra na snijegu. Igra se po pravilima ragbija na pijesku, s petoricom igrača na terenu manjih dimenzija, s dva poluvremena po pet minuta. U ovoj inačici nema niti skupa ni pretvorbe, a svako polaganje nosi jedan bod. Javila se u Rusiji, iz koje se proširila Europom.
Na prvome Europskom prvenstvu u Moskvi 2019. naslov prvaka u muškoj konkurenciji osvojila je Rusija. Hrvatska je u muškoj konkurenciji osvojila broncu, a u ženskoj bila četvrta.